# Васільчикі (Підляське воєводство)
Васільчикі (пол. Wasilczyki) — село в Польщі, у гміні Сувалки Сувальського повіту Підляського воєводства.
Населення — 24 особи (2011).
У 1975-1998 роках село належало до Сувальського воєводства.

## Демографія
Демографічна структура станом на 31 березня 2011 року:
|          | Загалом | Допрацездатний вік | Працездатний вік | Постпрацездатний вік |
| -------- | ------- | ------------------ | ---------------- | -------------------- |
| Чоловіки | 12      | 3                  | 7                | 2                    |
| Жінки    | 12      | 1                  | 9                | 2                    |
| Разом    | 24      | 4                  | 16               | 4                    |